# Бунарџија
Бунарџија је мајстор или радник који се бави копањем бунара. Раније се овај посао радио искључиво ручно обичним грађевинским алатима као што су: пијук, мотика, будак, ћускија, лопата, ашов, кофа и слично.

### О занату
Поред копања бунара знање бунарџије се ценило по томе да нађе место где да копа бунар односно да нађе извор воде на што мањој дубини. За то је било потребно искуство али и знање у руковању специјалним прстеном или рашљама помоћу којих се налазило извориште. Поред копања бунарџија се бавио и зидањем (озиђивањем) унутрашњости бунара каменом или циглом како се бунар не би урушавао и како се вода не би мутила.
Бунарџија је сем копања и градње бунара обављао послове и одржавања бунара. Дешавало се често да се земља одрони те да се вода измути и пожути. Тада би бунарџија са својим помоћницима чистио бунар.
Данас се налажењем воде баве углавном геолози док се бушење и копање врше специјалним машинама. Наука која се бави изворима воде зове се хидрогеологија.

### Копање бунара
На место где би се градио бунар, мајстор бунарџија би доносио своју опрему: ногаре, направљене од три стуба дужине 2,5 до 3 метра, на врху спојена жељезним клином и полуобручем, а на 80 цм од тла на два стуба су била причвршћена лежишта за дрвени ваљак с ручкама; мотку дужине 9 метара; једек (дебело уже) дужине око 15 метара; челичну сајлу, чекрк, металну канту од 50 литара, ашов са скраћеним држалом (до 60 цм) и багер.
Мајстор је тада обележио будући бунар, употребом ексера и канапа на земљи би уцртао кружницу пречника 1,10 метара. Касније када се постави опека, добијао би се отвор бунара пречника 85 цм. Следило је даље копање бунара до 2 метра дубине, избацујући земљу ван, а затим би се изнад рупе постављали ногари с дрвеним ваљком, сајлом и кантом. Мајстор би даље ископаном земљом пунио канту, коју би помоћни радници окретањем ручки ваљка и намотавањем сајле извлачили и празнили. Тако би се копало док мајстор не би „осетио“ воду. Уколико би се претерало у копању и вода покуљала, посао би био упропаштен, јер се не би могло озидати рупу опеком. Бунарџија би, кад би осетио воду, на дно постављао претходно припремљен шаблон од дасака и на њега би опеком и јаком цементним малтером озидавао стијенке, унутрашњи део зида, висине 2 метра. Даље се бунар озидавао „на суво“, једино се сваки ред посипао с мало земље, како би се избегло климање опека. Тако би се зидало до површине. Тада би се на троножац монтирали чекрк, мотка и багер. Багер је имао покретни део, који је правио дно и једну страну спремника за песак. Трешењем мотке постизало би се упадање отворенога багера у мокри песак, а кад би се спремник напунио, повлачењем сајле покретни део багера би се затварао и уз помоћ једека и чекрка извлачио и празнио. Поступак је понављан док се не би избушила следећа два метра. Озид би на тај начин поступно упадао у воду, а преостала два метра дозидао бих до површине и тако би посао бунарџије био завршен.
Дубина бунара била је обично око 8 до 12 метара, а зависила је од удаљености подземне воде.

### Ђерам
Бунари су скоро сви у прошлости имали и ђерам. Ђерам је водоравна дрвена греда и са причвршћеном посудом, ведром, на једном и тегом на другом крају, која се по систему полуге спуштала у бинар. Ведро је било дрвено, од 10 до 12 литара, оковано гвозденим рафовима.

### Сик
Често се око самог бунара налазила и дрвена, сазидана од цигала или бетонска ограда висине око 1 метар која је штитила бунар од загађења, а исто тако да се заштити онај који вади воду из бунара не оклизне, него да се наслони на њу. На ту ограду, звану сик осек, стављало се пуно ведро извађене воде која се пресипала тада у канте и друге посуде.
Сик или осек је првобитно прављен од дрвета а у каснијим периодима појављују се бетонски сикови – округли, четвртасти, шестоугаони и осмоугаони, а ђермове све више потискују дрвени ваљци с ланцима и лименим кантама.